# IC 2978
IC 2978 — галактика типу SBcd () у сузір'ї Велика Ведмедиця.
Цей об'єкт міститься в оригінальній редакції індексного каталогу.